# Alexandre Roudinesco
Pour les articles homonymes, voir Roudinesco.
Alexandre Roudinesco, né le 4 août 1883 à Bucarest et mort le 30 juillet 1974 à Paris 8e, est un pédiatre et bibliophile français d'origine roumaine.

## Biographie
Marié à Jenny Aubry, il est le père de l'historienne et psychanalyste Élisabeth Roudinesco. En 1957, son livre Le Malheur d'Israël (Éditions de Cluny) obtient le prix Dodo de l'Académie française. Il est chevalier de la Légion d'honneur.

## Distinctions
- Chevalier de la Légion d'honneur[réf. souhaitée]
- Médaille de la Résistance française (décret du 15 octobre 1945)[2]
- Prix Dodo de l'Académie française (1957)